# Юньнань
Юньна́нь (кит. трад. 雲南, спр. 云南, піньїнь Yúnnán) — провінція на півдні Китайської Народної Республіки. Столиця і найбільше місто — Куньмін. Населення 43 330 000 (12-те місце серед провінцій; дані 2004 р.).

## Географія

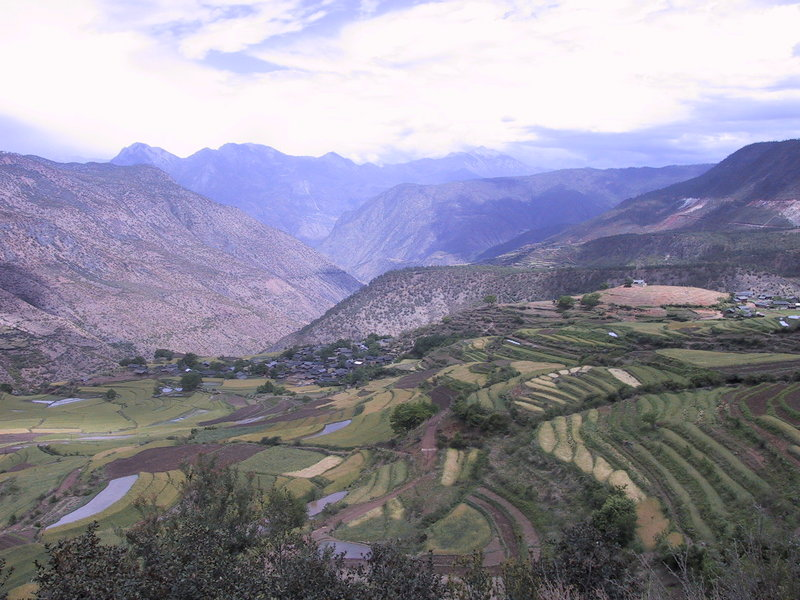
Типовий ландшафт Юньнані

Більшу частину території провінції займають гори. На півночі передгір'я Тибету досягають 6740 метрів. На півдні гори переходять у мальовничі пагорби в долини з родючими ґрунтами. Тут течуть великі річки Янцзи, Меконг, а також багато малих річок, що беруть початок на Тибетському плато: Юаньцзян (Хонгха), Нуцзян (Салуїн) та інші. Визначним є озеро Дянь Чі, розташоване поблизу Куньміна.
Крім областей висотної поясності, у Юньнані переважає тропічний клімат (на півночі й заході — помірний).

## Населення
Столицею Юньнаня є місто Куньмін (понад 4 млн жителів) — культурний та промисловий центр провінції. Великими містами є розташований біля озера Ерхай Далі (520 000) з численними історичними пам'ятками: Гецзю, Чжаотун, Баошань та Цюйцзін.

## Адміністративний поділ
Юньнань поділяється на 8 міських і 8 автономних округів:
| Карта                | #                      | Українська назва     | Китайська назва                   | Піньінь |
| -------------------- | ---------------------- | -------------------- | --------------------------------- | ------- |
|                      |                        |                      |                                   |         |
| Міські округи        |                        |                      |                                   |         |
| 1                    | Куньмін                | 昆明市               | Kūnmíng Shì                       |         |
| 2                    | Цюйцзін                | 曲靖市               | Qǔjìng Shì                        |         |
| 3                    | Юйсі                   | 玉溪市               | Yùxī Shì                          |         |
| 4                    | Баошань                | 保山市               | Bǎoshān Shì                       |         |
| 5                    | Чжаотун                | 昭通市               | Zhāotōng Shì                      |         |
| 6                    | Ліцзян                 | 丽江市               | Lìjiāng Shì                       |         |
| 7                    | Пуер                   | 普洱市               | Pǔ'ěr Shì                         |         |
| 8                    | Ліньцан                | 临沧市               | Líncāng Shì                       |         |
| Автономні префектури |                        |                      |                                   |         |
| 9                    | Дехун-Дай-Качинська    | 德宏傣族景颇族自治州 | Déhóng Dǎizú Jǐngpōzú Zìzhìzhōu   |         |
| 10                   | Нуцзян-Лісуська        | 怒江傈僳族自治州     | Nùjiāng Lìsùzú Zìzhìzhōu          |         |
| 11                   | Дечен-Тибетська        | 迪庆藏族自治州       | Díqìng Zàngzú Zìzhìzhōu           |         |
| 12                   | Далі-Байська           | 大理白族自治州       | Dàlǐ Báizú Zìzhìzhōu              |         |
| 13                   | Чусюн-Їська            | 楚雄彝族自治州       | Chǔxióng Yízú Zìzhìzhōu           |         |
| 14                   | Хунхе-Хані-Їська       | 红河哈尼族彝族自治州 | Hónghé Hānízú Yízú Zìzhìzhōu      |         |
| 15                   | Веньшань-Мяо-Чжуанська | 文山壮族苗族自治州   | Wénshān Zhuàngzú Miáozú Zìzhìzhōu |         |
| 16                   | Сішуанбаньна-Дайська   | 西双版纳傣族自治州   | Xīshuāngbǎnnà Dǎizú Zìzhìzhōu     |         |

Одиниці окружного рівня, своєю чергою, поділяються на 129 одиниць повітового рівня (повітів, автономних повітів, районів міського підпорядкування та міських повітів). А ті, своєю чергою, складаються з 1455 одиниць волосного рівня.

## Економіка
Сільське господарство все ще займає провідне місце в економіці провінції. Завдяки тропічному клімату тут успішно вирощують чай (в тому числі пуер), цукрову тростину, тютюн і рис, причому рис дає 3 врожаї на рік. На півночі провінції вирощують кукурудзу.
Скотарство не дуже розвинене у Юньнані, однак селяни нерідко тримають корів та буйволів.
Провінція багата на корисні копалини: олово, мідь, залізо, вугілля, боксити, фосфати, золото й свинець. Приблизно 31 % запасів світового олова залягає у юньнанській землі. Однак головне місце в індустрії провінції займає металургія кольорових металів та виплавка сталі (у Куньміні та Дукоу). В столиці також розвинене машинобудування.

## Історія

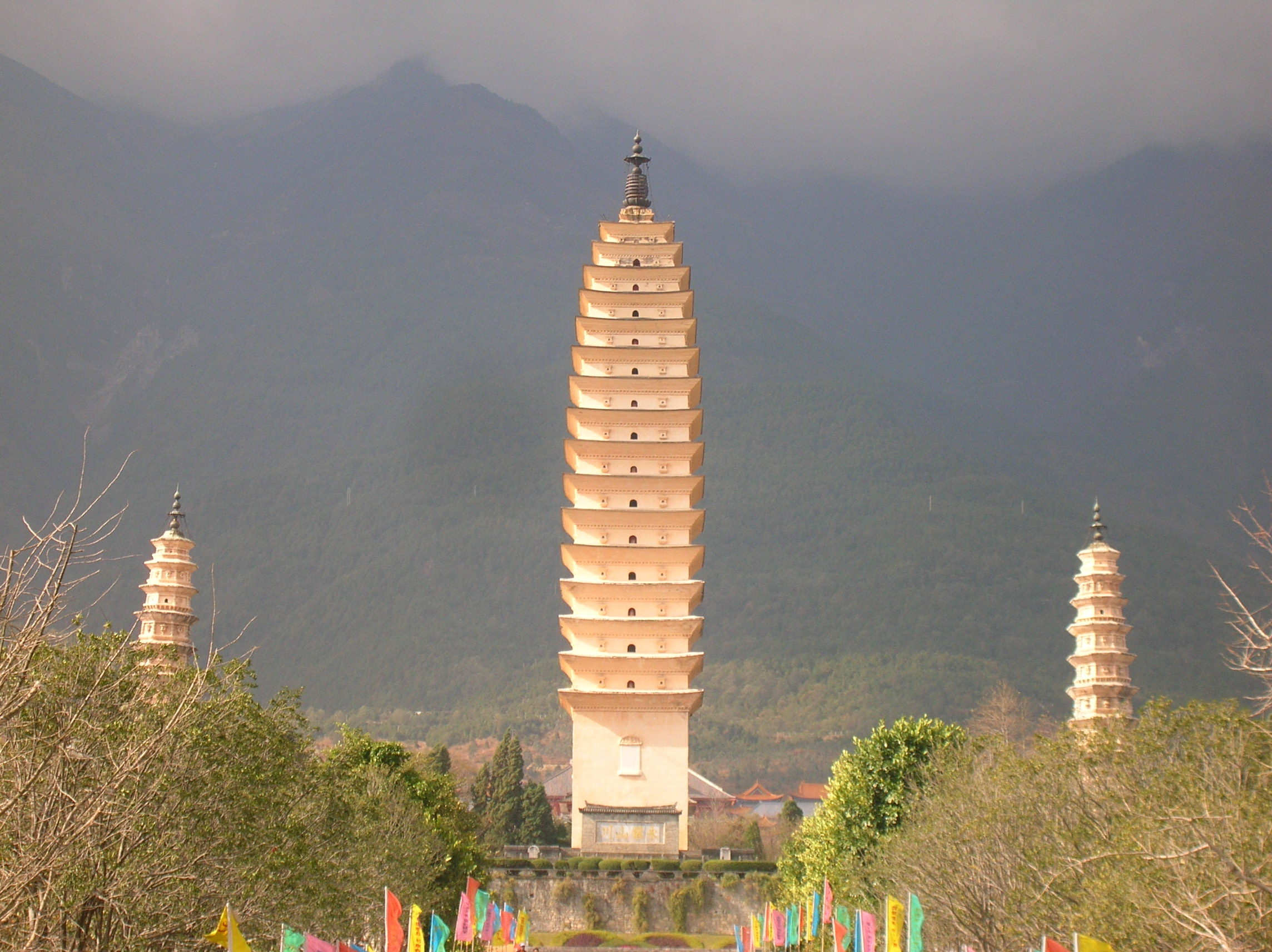
Три пагоди в Далі — пам'ятка доби Наньчжао.

Починаючи з середини 3 століття до н. е. Дянь та інші тайські князівства на території Юньнані піддавалися нападам з боку китайських держав — спочатку князівства Чу, а після об'єднання Китаю династією Цінь і Хань. У 200 році до н. е. майже вся територія теперішньої Юньнані входила до складу Ханьської імперії. У 122 р. до н. е. тайцям вдалося на якийсь час відновити незалежність у королівство Альяо, але вже через 12 років імператор У знову завоював ці стратегічно важливі для торгівлі з Бірмою та Індією території.
У 320 році до Юньнані переселився клан Цуань, рятуючись від набігів центральноазійських народів на Північний Китай. Він правив провінцією як частиною царства Сичуань майже 400 років.
З 1950 Юньнань входить до складу Китайської Народної Республіки.